# Syzeuctus hessei
Syzeuctus hessei är en stekelart som beskrevs av Pierre L. G. Benoit 1959. Syzeuctus hessei ingår i släktet Syzeuctus och familjen brokparasitsteklar. Inga underarter finns listade i Catalogue of Life.